# La Roche-en-Ardenne
Pour les articles homonymes, voir La Roche.
La Roche-en-Ardenne (en wallon Li Rotche, en allemand Fels im Ösling ou Welschenfels) est une ville francophone de Belgique située en Wallonie dans la province de Luxembourg. Elle est bordée par l'Ourthe et est entre autres connue pour les ruines du château féodal qui la surplombe et sa place historique au cœur du comté de La Roche.

## Toponymie
Les fondateurs de la localité lui auraient donné ce nom à cause des roches abruptes de la montagne du Daister qui montent en falaises vers les hauteurs de Corumont.
Les archives donnent les orthographes diverses de ce mot :

- Rupes Seremani : des actes de 1046 - 1065 mentionnent Rupe Seremani.

- Rupes est la forme latine du mot "roche". Il ne faut pas oublier l'importance de la langue latine à cette époque, c'était la langue savante dans laquelle se transcrivaient les actes.

- Dans les actes des siècles suivants, nous rencontrons des formes diverses de ce mot, qui s'expliquent par l'évolution de la langue elle- même, mais, toujours, nous y trouvons la racine fondamentale :

- Rupes in Arduennam : 1139 - 1497 - 1598.

- Rupensis : 1189 - 1196

- La Roiche en Ardenne : 1275.

- La Roiche : 1313.

- La Roche 1342 - 1602.

- Del Roche : 1374.

- Welchenfels : 1396, orthographe germanique du mot.

- Rupis : 1589.

- Laroche : 1789. Cette dernière forme du mot est restée telle quelle jusqu'à la première moitié du XXe siècle. Depuis quelques années, le nom s'écrit La Roche-en-Ardenne. « La Roche » en deux parties accolées à l'expression « en Ardenne », du nom du comté éponyme, pour retrouver la forme du XIIe siècle et éviter la confusion avec la commune de La Roche en Brabant.

## Géographie

### Localisation
La ville est située dans le sud de la Belgique, au nord de la province de Luxembourg, sur l'axe de communication entre Fraiture et Champion, soit entre le plateau des Hautes Fagnes et l'Ardenne belge. Elle est située au nord-ouest du Parc naturel des deux Ourthes, dans un méandre le long de l'Ourthe. La ville se prolonge sur la rive gauche le long du Bronze, un ruisseau affluent de l'Ourthe.
Elle est distante de 17 kilomètres de Marche-en-Famenne, commune principale de l'arrondissement administratif de Marche-en-Famenne ; de 58 kilomètres d'Arlon, le chef-lieu de la province de Luxembourg ; de 59 kilomètres de Namur, la capitale de la Région wallonne ; de 114 kilomètres de Bruxelles, la capitale de la Belgique ; en distances orthodromiques.
Elle est également distante de 24 kilomètres du Grand-Duché de Luxembourg ; de 40 kilomètres de l'Allemagne ; de 64 kilomètres des Pays-Bas ; de 50 kilomètres de la France ; de 205 kilomètres de la mer du Nord ; toujours en distances orthodromiques.

En termes de superficie, c'est la vingt-deuxième commune de Belgique la plus étendue avec une population de seulement 4 194 habitants, soit 28 habitants au kilomètre carré, l'un des taux les plus faibles de Belgique en termes de densité. Elle est comparable, d'un point de vue de la superficie et de la population, aux communes de Bouillon, Bullange ou Gedinne et est plus grande que Mons, Bruges et Marche-en-Famenne.

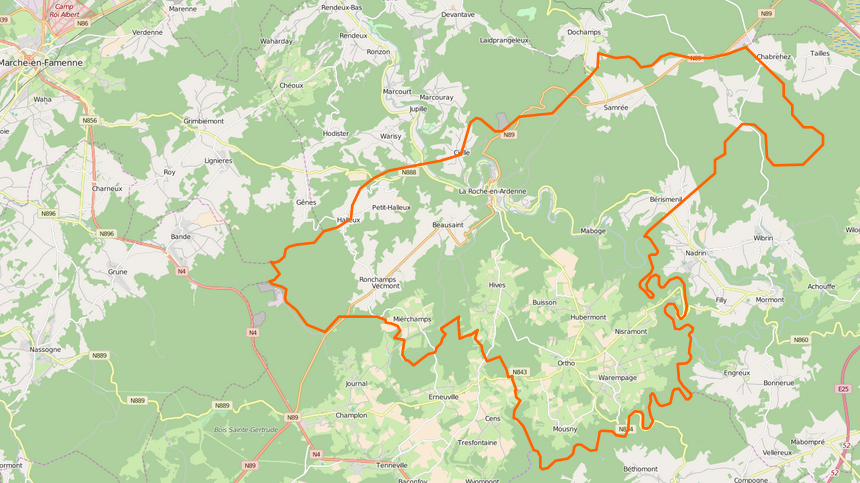

### Sections
| # | Nom                 | Superf. (km²) | Habitants (2020) | Habitants par km² | Code INS |
| - | ------------------- | ------------- | ---------------- | ----------------- | -------- |
| 1 | La Roche-en-Ardenne | 26,80         | 1.532            | 57                | 83031A   |
| 2 | Samrée              | 38,06         | 701              | 18                | 83031B   |
| 3 | Ortho               | 39,51         | 941              | 24                | 83031C   |
| 4 | Hives               | 11,62         | 239              | 21                | 83031D   |
| 5 | Beausaint           | 25,89         | 602              | 23                | 83031E   |
| 6 | Halleux             | 6,65          | 177              | 27                | 83031F   |

### Autres villages
Borzée, Cielle, Warempage.

#### Communes limitrophes
| Rendeux                     |          | Manhay     |
| Marche-en-Famenne, Nassogne | La Roche | Houffalize |
| Tenneville                  |          | Bastogne   |

## Démographie

### Évolution démographique avant la fusion de 1977
- Source : DGS, 1831 à 1970=recensements population, 1976= habitants au 31 décembre

### Évolution démographique de la commune fusionnée
En tenant compte des anciennes communes entraînées dans la fusion de communes de 1977, on peut dresser l'évolution suivante :
Les chiffres des années 1831 à 1970 tiennent compte des chiffres des anciennes communes fusionnées.
- Source : DGS, de 1831 à 1981 = recensements population ; à partir de 1990 = nombre d'habitants chaque 1 janvier[2]

## Histoire

### Origines
En 1285, dans le Tournoi de Chauvency, l'épouse de Henri le Lion, Béatrice d'Avesnes, porte le titre de comtesse de La Roche et de Luxembourg ; Jacques Bretel la désigne même parfois sous le seul nom de « Madame de La Roche ».
En 1331 La Roche obtient le statut de ville au travers d'une charte.

### Période belge
Lors de la révolution belge, La Roche fait partie du Grand-duché de Luxembourg depuis sa création par le congrès de Vienne en 1815. Celui-ci est atteint par l'insurrection de 1830 dans les Pays-Bas méridionaux et les luxembourgeois se rallient massivement aux insurgés belges, avec lesquels ils partagent le même souverain : Guillaume Ier d'Orange-Nassau, qui est à la fois le souverain du Royaume uni des Pays-Bas et le grand-duc de Luxembourg. Le drapeau brabançon, symbole révolutionnaire belge, est arboré en ville dès le 9 septembre 1830. Le bourgmestre rapporte au gouverneur du Luxembourg, Jean-Georges Willmar, que « Les habitants portent le tricolore brabançon sans méconnaitre nullement le respect dû à l'auguste dynastie qui nous gouverne. » Le gouverneur lui répond de faire remplacer le drapeau révolutionnaire par les couleurs luxembourgeoises, mais le bourgmestre déclare ne pas les connaître. Finalement, l'ensemble du Grand-duché est annexé par la Belgique le 16 octobre 1830, peu après la proclamation d'indépendance du 4 octobre. La partie germanophone en sera toutefois détachée lors de la scission du Grand-duché de Luxembourg par le traité des XXIV articles le 19 avril 1839, formant l'actuel pays du Luxembourg.
C'est à cette époque que le réseau routier de la ville s’élargit avec la construction de la route de Villez. Le 23 octobre 1848 vers midi, la ville connait un terrible incendiequi détruit quinze maisons sur le côté droit de la rue de l'église, faisant un blessé grave.
Entre juillet et octobre 1866, une épidémie de choléra s'abat sur la ville et cause 124 décès, soit un habitant sur huit.

#### Deuxième Guerre mondiale
Au cours de la Seconde Guerre mondiale, le 11 mai 1940, lendemain du déclenchement de la campagne des 18 jours, La Roche est prise par les Allemands de la Panzer-Aufklärung-Abteilung 37, unité de reconnaissance de la 7e Panzerdivision qui a pour objectif de traverser la Meuse au niveau de Dinant. Les allemands ont occupé le château de La Roche, amenant ainsi les forces alliées à le bombarder.
La Roche est libérée le 9 septembre 1944, mais les forces du Troisième Reich reviennent quelques mois plus tard lors de la bataille des Ardennes. Les Alliés bombardent alors la région et les dommages collatéraux font 114 morts en décembre 1944.

## Héraldique
|  | La ville possède des armoiries. Blasonnement : De gueules au lion d’argent à la queue fourchue, au lambel d’azur brochant ; l’écu sommé d’une couronne d’or à cinq fleurons. - Délibération communale : 25 février 1977 - Arrêté royal : 9 mars 1979 - Moniteur belge : 4 avril 1979 Source du blasonnement : Lieve Viaene-Awouters et Ernest Warlop, Armoiries communales en Belgique, Communes wallonnes, bruxelloises et germanophones, t. 1 : Communes wallonnes A-L, Bruxelles, Dexia, 2002. |

## Politique et administration

### Conseil et collège communal 2024-2030
| Collège communal  |                      |                        |
| ----------------- | -------------------- | ---------------------- |
| Bourgmestre       | Jean-Pierre Dardenne | MR - En Avant          |
| 1er Échevine      | Manon Dubois         | En Avant               |
| 2e Échevine       | Stéphane Maboge      | En Avant               |
| 3e Échevin        | Christiane Collinet  | Les Engagés - En Avant |
| Président du CPAS | Roger Pereaux        | En Avant               |

### Liste des bourgmestres
De 1830 à 1977 :
Les bourgmestres suivants ont été élus depuis la fusion des communes (1976) :
- Jules Bastin (1977-1982) ;
- Jean-Pierre Dardenne (1983-1994) ;
- Jacques Linchet (1995-janvier 1998) ;
- Jean-Pierre Dardenne (février 1998-mai 2011) ;
- Guy Gilloteaux (mai 2011-mandat en cours).

### Jumelages
La Roche-en-Ardenne est jumelée avec :
- Saverdun (France) ;
- Eunice (États-Unis).

### Sécurité et secours
La ville fait partie de la zone de police Famenne-Ardenne pour les services de police, ainsi que de la zone de secours Luxembourg pour les services de pompiers, une caserne se trouve d'ailleurs dans la ville à la rue du Châlet, le « poste 16 », appartenant au groupement nord. Une brigade de l'ancienne gendarmerie nationale exista jusqu'à la réforme des polices de Belgique de 2001, lors de laquelle celle-ci fut remplacée par un commissariat de la police locale, situé avenue de Villez. Le numéro d'appel unique pour ces services est le 112.

## Patrimoine et culture

### Patrimoine architectural
- Le Cheslé de Bérismenil.
- Le château féodal de La Roche-en-Ardenne date du XIe siècle. Après le siège de 1680 par Louis XIV, les fortifications furent renforcées. Le château fut démoli sur l'ordre de Joseph II, au XVIIIe siècle.
- La chapelle Sainte-Marguerite, édifiée vers 1600, classée.
- L'église Saint-Nicolas (1899–1901, architecte Clément Léonard), et ses grandes orgues Oberlinger (IIIP/49 jeux).
- Le barrage de Nisramont.
- La Fange aux Mochettes reprise sur la liste du patrimoine immobilier exceptionnel de la Wallonie.

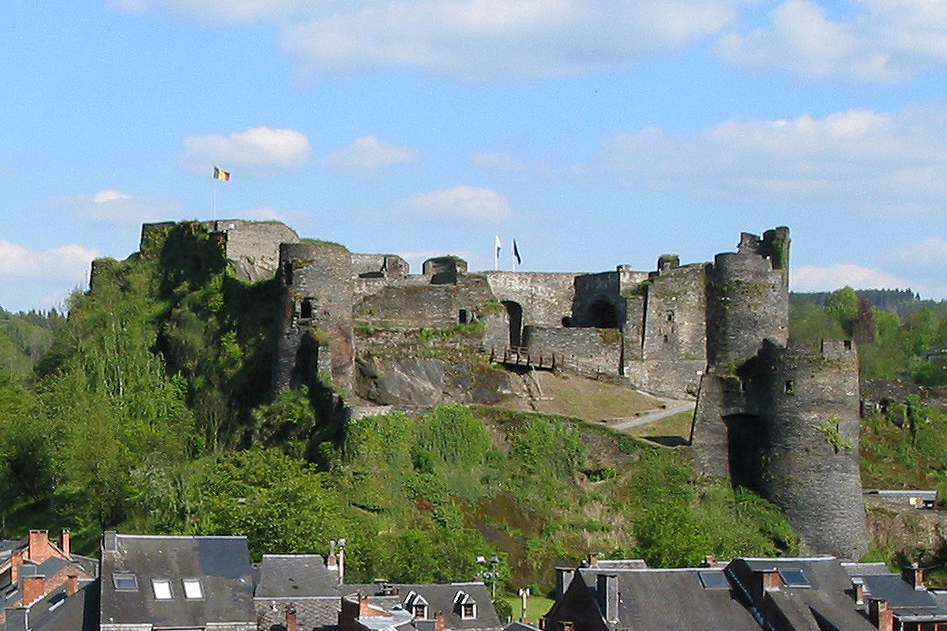
Le château.

- Le patrimoine immobilier classé.

## Culture

### Evénements
- Février - mars : cochonnailles et festin au château.
- Dimanche 21 jours avant Pâques : grand cortège carnavalesque (plus de 50 groupes).
- Avril : Passage de Liège-Bastogne-Liège dans la côte de la Roche-en-Ardenne.
- Début juin : marathon nature.
- Juillet - août : présentation son et lumière du fantôme de Berthe de La Roche.
- Juillet : course de caisse à savons à Hives.
- Juillet : beach week-end (beach pétanque, beach football et beach volley).
- 20 juillet : feu d'artifice.
- Mi-août : week-end médiéval.
- Fin août : vélomédiane Criquielion.
- Mi-septembre : festival de la soupe.

### Notoriété
- Le roman Le trésor perdu, 3e titre de la série Les compagnons de Villers-la-Chèvre, est en partie basé sur l'Histoire et les légendes de la ville.

## Économie

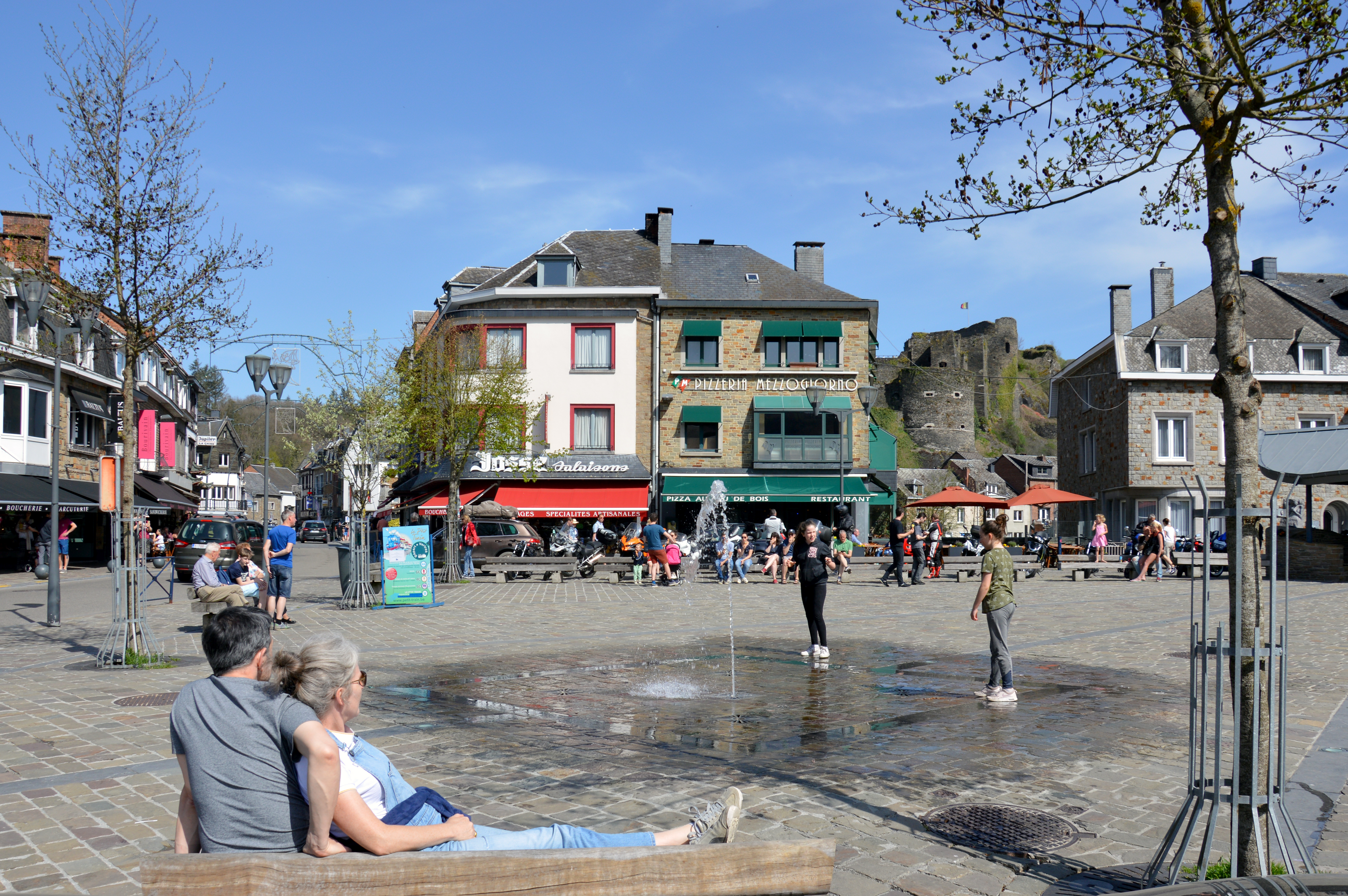
La place du Bronze, La Roche-en-Ardenne.

L'économie rochoise est principalement axée sur le tourisme. Le château ainsi que l'Ourthe qui traverse la commune en sont les principaux atouts.
Une zone d'activité a été créée sur le plateau de Vecmont afin de diversifier l'économie locale.
Plus de la moitié de la superficie communale est couverte de bois. La répartition entre feuillus et résineux est plus ou moins égale.
Les grès de La Roche (poterie au bleu de cobalt, vernissée au sel) est une tradition locale réputée, initiée en 1836 par Henri Hoffman, originaire de Ransbach (duché de Nassau). La production fut reprise en 1878 par la famille Kalb et poursuivie jusqu'en 2009 par plusieurs successeurs. Une exposition permanente décrit cette tradition.

## Sports et vie associative

### Sports
La ville accueille fréquemment des courses cyclistes comme Liège-Bastogne-Liège via la Côte de La Roche-en-Ardenne en direction d'Ortho. Le col de Haussire est considéré comme la côte la plus dure de Belgique.
Les environs se prêtent à la randonnée avec, entre autres, plusieurs sentiers de grande randonnée et la Transardennaise.

## Personnalités liées à La Roche
- Joseph Bonvoisin, graveur liégeois, mort à La Roche en 1960.